# Martin Christoph Metzger

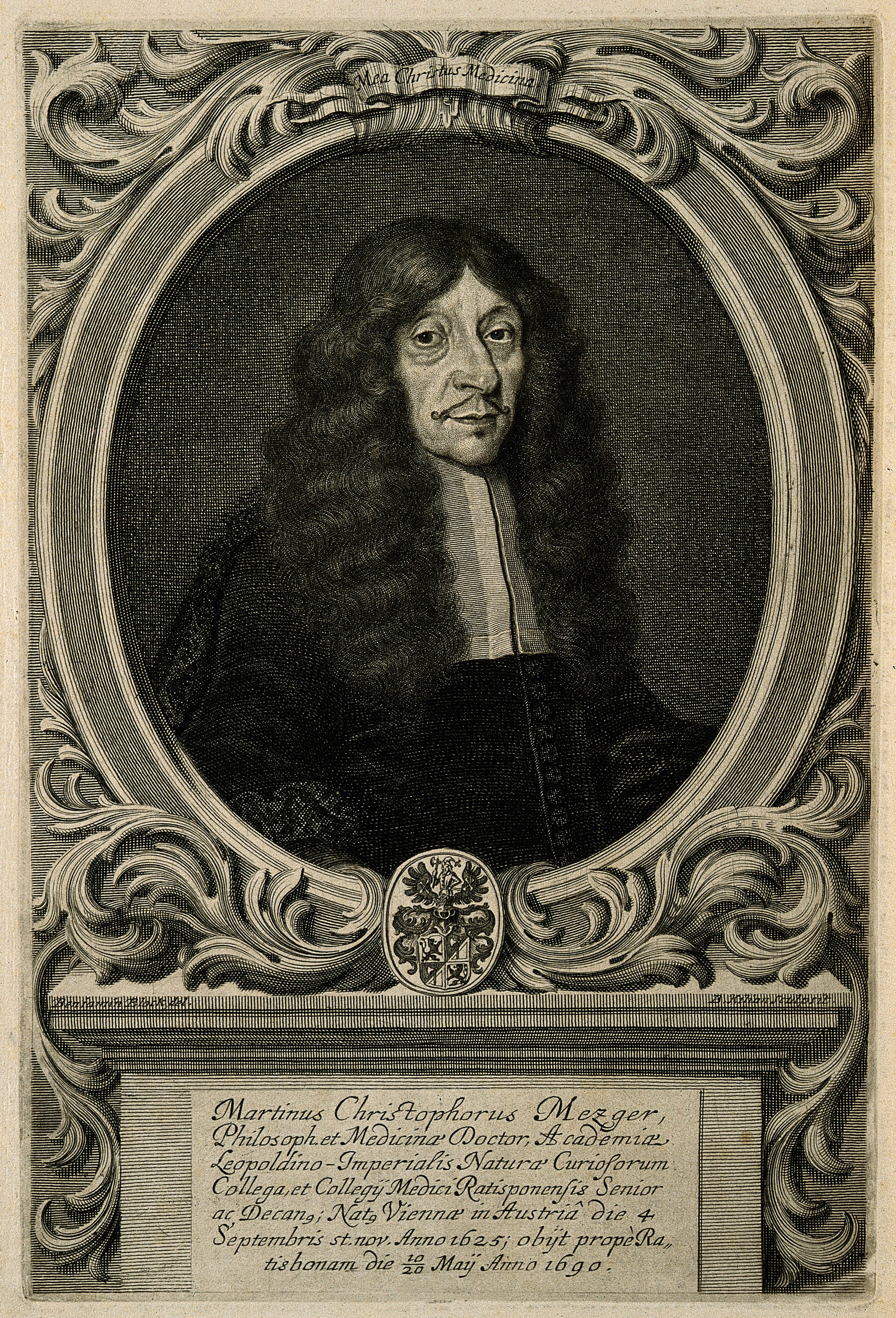
Martin Christoph Mezger

Martin Christoph Metzger (auch Martin Christoph Mezger, * 4. September 1625 in Wien; † 10. Mai 1690 in Regensburg) war ein österreichisch-deutscher Arzt, Stadtarzt in Regensburg und Mitglied der Gelehrtenakademie „Leopoldina“.

## Leben
Martin Christoph Metzger studierte Medizin in Padua, wo er 1651 die medizinische Doktorwürde erhielt. Er ließ sich anschließend in Preßburg nieder, wurde danach Stadtarzt in Regensburg, Dekan des medizinischen Collegiums in Regensburg sowie Rat und Leibarzt des Fürsterzbischofs von Salzburg.
Christoph Daniel Metzger, der Sohn Martin Metzgers, wurde in Preßburg geboren und wurde ebenfalls Arzt.
Am 19. September 1683 wurde Martin Christoph Metzger mit dem akademischen Beinamen Phoenix II. als Mitglied (Matrikel-Nr. 117) in die Leopoldina aufgenommen.

## Schriften
- Disputatio De Simplicium Medicamentorum Facultatibus VI